# Petria Thomas
Petria Thomas, née le 25 août 1975 à Lismore, est une nageuse australienne.

## Palmarès

### Jeux olympiques d'été
- Jeux olympiques de 1996 à Atlanta
  -  Médaille d'argent du 200 m papillon
- Jeux olympiques de 2000 à Sydney
  -  Médaille d'argent du 4 × 200 m nage libre
  -  Médaille d'argent du 4 × 100 m 4 nages
  -  Médaille de bronze du 200 m papillon
- Jeux olympiques de 2004 à Athènes
  -  Médaille d'or du 100 m papillon
  -  Médaille d'or du 4 × 100 m nage libre
  -  Médaille d'or du 4 × 100 m 4 nages
  -  Médaille d'argent du 200 m papillon

### Championnats du monde

#### En grand bassin
- Championnats du monde 1998 à Perth
  -  Médaille d'argent du 200 m papillon
  -  Médaille d'argent du relais 4 × 100 m 4 nages
  -  Médaille de bronze du 100 m papillon
  -  Médaille de bronze du relais 4 × 200 m nage libre
- Championnats du monde 2001 à Fukuoka
  -  Médaille d'or du 100 m papillon
  -  Médaille d'or du 200 m papillon
  -  Médaille d'or du 4 × 100 m 4 nages

#### En petit bassin
- Championnats du monde 1993 à Palma de Majorque
  -  Médaille d'argent du relais 4 × 100 m 4 nages
  -  Médaille de bronze du 200 m papillon
- Championnats du monde 1999 à Hong Kong
  -  Médaille d'argent du relais 4 × 100 m 4 nages
  -  Médaille d'argent du 200 m papillon
- Championnats du monde 2002 à Moscou
  -  Médaille d'or du 200 m papillon
  -  Médaille d'argent du 50 m papillon
  -  Médaille d'argent du 100 m papillon
  -  Médaille d'argent du relais 4 × 100 m nage libre
  -  Médaille de bronze du relais 4 × 200 m nage libre

### Jeux du Commonwealth
- Médaille d'or sur 100 m et 200 m papillon en 1994
- Médaille d'argent sur 200 m papillon et de bronze sur 100 m papillon en 1998
- 5 médailles d'or, 1 médaille d'argent et 1  médaille de bronze en 2002